# Nicule Nagy
Nicule Nagy (1918 - data de falecimento desconhecida) foi um futebolista romeno que competiu na Copa do Mundo FIFA de 1938. Sendo escalado como reserva na partida contra Cuba em 9 de junho.